# Endeitoma granulata
Endeitoma granulata là một loài bọ cánh cứng trong họ Zopheridae. Loài này được Say miêu tả khoa học năm 1826.